# کریس بارت ویلیامز
کریس بارت ویلیامز (انگلیسی: Chris Bart-Williams؛ زادهٔ ۱۶ ژوئن ۱۹۷۴) بازیکن فوتبال اهل سیرالئون است.
از باشگاه‌هایی که در آن بازی کرده‌است می‌توان به باشگاه فوتبال شفیلد ونزدی، باشگاه فوتبال ناتینگهام فارست، باشگاه فوتبال چارلتون اتلتیک، باشگاه فوتبال ایپسویچ تاون، باشگاه فوتبال آپوئل، و باشگاه فوتبال لیتون اورینت اشاره کرد.
وی همچنین در تیم‌های ملی فوتبال زیر ۱۹ سال انگلستان، زیر ۲۱ سال انگلستان، و England B national football team بازی کرده‌است.